# Thomas Tomkins
Thomas Tomkins (St David's, 1572 – 9 giugno 1656) è stato un compositore inglese della tarda epoca Tudor e della prima Stuart. Oltre ad essere stato uno dei membri di spicco della scuola madrigalistica inglese, fu un abile compositore di musica per tastiere e consort di strumenti, ultimo membro della scuola virginalistica inglese.

## Biografia
Tomkins nacque nel Pembrokeshire da Thomas, che si era trasferito lì nel 1565 dalla casa natale sita a Lostwithiel in Cornovaglia, vicario corale e organista della St David's Cathedral. Tre fratellastri di Thomas, John, Giles e Robert, divennero anch'essi eminenti musicisti, ma non raggiunsero la fama di Thomas. Dal 1594, ma probabilmente anche dal 1586, Thomas e la sua famiglia si spostarono a Gloucester, dove suo padre ottenne il posto di canonico minore alla Cattedrale di Gloucester. Thomas, quasi certamente, studiò per un certo tempo con William Byrd, poiché una delle sue canzoni reca l'iscrizione: Al mio ex e molto reverendo maestro, William Byrd, e potrebbe essere stato in questo periodo della sua carriera, dal momento che Byrd aveva in locazione una casa a Longney, nei pressi di Gloucester. Anche se mancano prove documentali, è anche possibile che Byrd sia stato determinante nella ricerca del giovane Thomas, di un posto di cantore nel  coro della Cappella reale. In ogni caso, a tutti gli ex coristi della Cappella reale era richiesto un posto all'università, e Tomkins venne affiliato al Magdalen College di Oxford nel 1607.

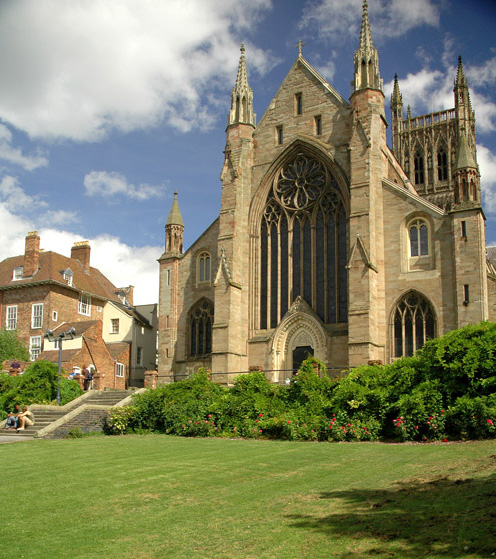
Cattedrale di Worcester

Ma già nel 1596 era stato nominato organista e maestro del coro alla Cattedrale di Worcester. L'anno seguente sposò Alice Patrick, una vedova di nove anni più anziana, il cui marito Nathaniel, era morto nel 1595 ed era stato predecessore di Tomkins a Worcester. L'unico figlio di Thomas, Nathaniel, nacque a Worcester nel 1599, dove poi passò il resto della sua vita e divenne un rispettabile musicista.
Tomkins conobbe senza dubbio Thomas Morley, anche lui allievo di Byrd, poiché la sua copia firmata della pubblicazione di Morley Plaine and Easie Introduction to Practicall Musicke (1597) è stata conservata, insieme alle molte annotazioni di Thomas; e nel 1601 Morley incluse uno del madrigali di Tomkins nella sua importante collezione The Triumphs of Oriana.
Nel 1612 Tomkins fece da supervisore nella costruzione di un nuovo organo nella Cattedrale di Worcester, un magnifico strumento di Thomas Dallam, il più famoso organaro del tempo. Egli continuò a scrivere degli anthem e la sua collezione di 28 madrigali e le Songs of 3, 4, 5 and 6 parts vennero pubblicate nel 1622 con un poema di dedica al suo fratellastro John Tomkins (circa 1587-1638), allora organista al King's College di Cambridge (dopo anche alla St Paul's Cathedral e alla Cappella reale), con il quale mantenne ottime relazioni.
Probabilmente intorno al 1603, Thomas venne nominato Gentleman Extraordinary della Cappella reale. Questo era un titolo onorifico, ma nel 1621 divenne Gentleman Ordinary e organista aggiunto con il suo amico Orlando Gibbons che era il titolare. Gli obblighi relativi al suo incarico prevedevano continui viaggi fra Worcester e Londra, che Tomkins fece fino al 1639.
In occasione della morte di Giacomo I nel 1625, Tomkins, assieme ad altri Gentlemen della Cappella reale, vennero incaricati di comporre la musica per i funerali di re Giacomo e per la successiva incoronazione di Carlo I. Questo monumentale sforzo fu troppo pesante per Gibbons, che morì per un ictus a Canterbury, dove Carlo si suppone si incontrò con la futura moglie, Enrichetta Maria di Francia, ponendo maggiori responsabilità su Tomkins. A seguito di una epidemia, l'incoronazione venne fortunatamente posposta al febbraio 1626, dando così a Tomkins il tempo necessario a comporre gli otto anthem cantati durante la cerimonia.
Nel 1628 Tomkins venne nominato "Composer of [the King's] Music in ordinary" con un salario annuale di 40 £, succedendo a Alfonso Ferrabosco il giovane che morì nel marzo di quell'anno. Ma questo incarico prestigioso, il più elevato per i musicisti inglesi, fu presto revocato per il fatto che era stato promesso al figlio di Ferrabosco. Questo trattamento doveva essere solo la prima di una serie di avversità che il compositore dovette superare negli ultimi quattordici anni della sua vita. Continuò comunque a svolgere le sue funzioni presso la Cattedrale di Worcester e la Corte di Londra fino al 1639.
La sua devota moglie Alice morì nel 1642, l'anno in cui scoppiò la guerra civile. Worcester fu fra le prime città ad essere toccata: la cattedrale venne sconsacrata, e l'organo di Tomkins selvaggiamente danneggiato dai Parlamentaristi. L'anno seguente, la casa di Tomkins, vicina alla cattedrale, venne colpita da un colpo di cannone divenendo inabitabile per un lungo periodo. In questa occasione andarono distrutti gran parte degli arredi e probabilmente alcuni dei suoi manoscritti. Intorno a questo periodo Tomkins si sposò per la seconda volta, con Martha Browne, vedova del vicario della Cattedrale di Worcester.
Ulteriori conflitti e un assedio, nel 1646, causarono danni incalcolabili alla città. Con il coro  sciolto e la cattedrale chiusa, Tomkins trasformò il suo genio nella composizione di alcune delle sue più belle opere per tastiera e musiche per consort. Nel 1647 compose un tributo alla memoria di Thomas Wentworth, I conte di Strafford e di William Laud, arcivescovo di Canterbury, entrambi decapitati nel 1641 ed entrambi ammirati da Tomkins. Carlo I fu giustiziato nel 1649 e pochi giorni dopo Tomkins, sempre realista, compose la sua superba Sad Pavan: for these distracted times. La sua seconda moglie Marta morì intorno al 1653, ed egli privato della sua sposa all'età di 81 anni, si trovò in gravi difficoltà finanziarie. Nel 1654 suo figlio Nathaniel sposò Isabella Folliott, una ricca vedova, e Thomas andò a vivere con loro a Martin Hussingtree, a circa sei chilometri da Worcester. Egli espresse la sua gratitudine alla nuora componendo la gagliarda Galliard, The Lady Folliot's in suo onore. Due anni dopo morì e fu sepolto nel cimitero di Martin Hussingtree il 9 giugno 1656.

## Opere
Tomkins compose madrigali, musiche per tastiera, per consort, anthem e musica sacra. Stilisticamente fu molto conservatore, anche anacronistico: sembra che abbia completamente ignorato la musica barocca che fioriva intorno a lui, con le sue influenze italiane, ed evitò di comporre in molte delle forme in auge ai suoi tempi, come le canzoni per liuto o gli ayre. Il suo linguaggio polifonico, anche nel quarto decennio del XVII secolo, era quello della musica rinascimentale. Alcuni dei suoi madrigali sono estremamente espressivi, con testi fioriti di cromatismi degni di madrigalisti italiani come Marenzio o Luzzaschi.
Fu anche un prolifico scrittore di versi per anthem, più di ogni altro compositore inglese del XVII secolo, ad eccezione di William Child. I suoi pezzi sono stati apprezzati al momento e sono ben rappresentati nelle collezioni di manoscritti contemporanei. Fortunatamente, per la sopravvivenza della sua musica, suo figlio Nathaniel curò l'edizione della maggior parte di essa e pubblicò, nel 1668, una collezione enorme (dal titolo Musica Deo sacra et ecclesiae Anglicanae; or Music dedicated to the Honor and Service of God, and to the Use of Cathedral and other Churches of England). Senza quest'opera, pubblicata dopo la sua morte, molte delle sue composizioni sarebbero andate perdute durante la guerra civile.